# ديبرا بلومفيلد
ديبرا بلومفيلد (بالإنجليزية: Debra Bloomfield)‏ هي مصورة أمريكية، ولدت في 1952.

## وصلات خارجية
- الموقع الرسمي